# LATAM Ecuador
Lan Ecuador (mã IATA = XL, mã ICAO = LNE) là hãng hàng không, trụ sở ở Guayaquil, Ecuador. Hãng có một số tuyến đường quốc tế. Căn cứ chính của hãng là Sân bay quốc tế José Joaquín de Olmedo, Guayaquil, và căn cứ khác ở Sân bay quốc tế Mariscal Sucre, Quito.

## Lịch sử
LAN Ecuador được thành lập từ tháng 7/2002 và bắt đầu hoạt động từ ngày 28.4.2003. Hãng do Translloyd sở hữu 55% và LAN Airlines 45%.

## Các nơi đến
(Tháng 1/2007):
- Argentina

- Buenos Aires
- Guayaquil
- Quito

- Chile

- Santiago

- Hoa Kỳ

- Miami
- New York

- Peru

- Lima

- Tây Ban Nha

- Madrid

## Đội máy bay
Tính đến tháng 12/2021:
| Máy bay         | Đang hoạt động | Đặt hàng | Số khách | Số khách | Số khách | Ghi chú |
| Máy bay         | Đang hoạt động | Đặt hàng | C        | Y        | Tổng     | Ghi chú |
| --------------- | -------------- | -------- | -------- | -------- | -------- | ------- |
| Airbus A319-100 | 4              | —        | —        | 144      | 144      |         |
| Tổng cộng       | 4              | —        |          |          |          |         |

Theo AirFleets.net, đến thời điểm tháng 12 năm 2021, tuổi trung bình của đội tàu bay của LATAM Ecuador là 12 năm.